# Daür (Rússia)
Daür — Даур (rus) — és un poble de l'óblast d'Irkutsk, a Rússia, que en el cens del 2010 tenia 346 habitants.